# Juillet 2002

## Lundi1erjuillet2002
- En France, Jean-Marie Messier, PDG de Vivendi Universal, remet son mandat à la disposition du Conseil d'administration. Le 2 juillet, la valeur des titres perd jusqu'à 25 % dans une séance baissière à 4,15 % à la Bourse de Paris. 
  - De récentes révélations portent sur d'éventuelles manipulations comptables douteuses du groupe. Les comptes du groupe Vivendi Universal indiquent une entreprise surendettée (34 milliards d'euros).
  - La démarche de Jean-Marie Messier avait en particulier porté sur l'apport de cohérence dans un vaste conglomérat opérant dans les secteurs de l'eau, du bâtiment, du téléphone, du transport et de la télévision. La situation de l'empire Vivendi traduit, entre autres, la difficulté à bâtir un empire mondial de communication et activités culturelles, capable de rivaliser avec les géants américains, en misant sur la révolution internet.
  - Le 3 juillet, Jean-René Fourtou, vice-président du Conseil de surveillance d'Aventis est nommé PDG en remplacement de Jean-Marie Messier.
- Le Traité créant la Cour pénale internationale (CPI) entre officiellement en vigueur. Le gouvernement américain exige l'immunité pour les casques bleus américain et les personnels des autres pays non-signataires du traité.
- La Grande-Bretagne envisage à nouveau la vaccination des animaux contre la fièvre aphteuse. Cette campagne de vaccination devrait permettre de prévenir toute nouvelle épizootie, d'ampleur similaire à celle qu'a connue la Grande-Bretagne en 2001. 
  - Les agriculteurs sont réticents à la vaccination systématique en raison des règles d'exportation leur imposant un temps d'attente de 1 an entre vaccination et commercialisation à l'export. Toutefois cette règle vient d'être assouplie (passage du délai de 1 an à 6 mois).
  - Voir également : Crises alimentaires en Europe.
- La procédure ouverte contre le général Pinochet est définitivement close par la Cour suprême de justice du Chili. Le 9 juillet, le général démissionne de son poste de sénateur à vie.

## Mardi2 juillet 2002
- Ouverture de la session extraordinaire du Parlement. Un message solennel du président Jacques Chirac est lu par le Président de l'Assemblée nationale Jean-Louis Debré et par le Président du sénat Christian Poncelet.
- En Allemagne, au-dessus du Lac de Constance, collision en plein vol à 11 000 mètres d'altitude, entre un Tupolev Tu-154 russe, de la ligne Moscou-Barcelone, et un Boeing 757 cargo affrété par DHL et reliant Bergame à Bruxelles : 71 morts dont 50 enfants.

## Mercredi3 juillet 2002
- En France, le premier ministre Jean-Pierre Raffarin présente au parlement sa déclaration de politique générale, suivie d'un vote de confiance.
- Entrée en vigueur du traité créant la cour pénale internationale.

## Jeudi4 juillet 2002
- En France, dans l'affaire du sang contaminé, la Chambre d'instruction de la Cour d'appel de Paris, prononce un non-lieu général concernant le volet non-ministériel de l'affaire. Le 8, le parquet se pourvoit en cassation.

## Vendredi5 juillet 2002
- En France, le président Jacques Chirac nomme une commission de douze sages, présidée par le constitutionnaliste Pierre Avril, chargée d'examiner le statut pénal du chef de l'État.
- La Cour d'appel de Poitiers, confirme la condamnation de l’abbé intégriste Jean-Yves Cottard à quatre ans de prison (dont 18 mois ferme), pour « homicides et blessures involontaires par manquements délibérés à des obligations de sécurité et de prudence », à la suite de la noyade de quatre jeunes scouts lors d'une virée en bateau à Perros-Guirec en Bretagne.
- La FFF décharge le sélectionneur national Roger Lemerre de ses fonctions pour le remplacer le 19 juillet par Jacques Santini.
- Deux attentats à la bombe frappent les banlieues d'Alger, alors que le pays célèbre le 40e anniversaire de son indépendance : 35 morts et plus d'une centaine de blessés, sur le marché de Larbaâ et sur une plage fréquentée.

## Samedi6 juillet 2002
- En France, prologue du 89e Tour de France cycliste. Le 28 juillet, l'américain Lance Armstrong remporte la victoire et devient quadruple vainqueur de la grande boucle.
- À Kaboul en Afghanistan, assassinat du vice-président et ministre des Travaux publics Hadji Abou Kadir.

## Dimanche7 juillet 2002
- Le trio Bratisla Boys disparaît dans la Mer Morte le 7 juillet 2002, alors qu'ils tentent de battre le record du monde d'apnée en haute mer (les organisateurs s'inquiétant de leur absence après 18 heures et 31 minutes).
- 'Formule 1 : Grand Prix automobile de Grande-Bretagne.

## Lundi8 juillet 2002
- Arrestation dans la banlieue de Karachi au Pakistan, de trois islamistes suspectés d'être impliqués dans l'attentat du 14 juin contre le consulat américain, lors duquel 12 Pakistanais avaient été tués.
- La démission du vice-premier ministre Hüsamettin Ozkan du gouvernement turc de Bülent Ecevit entraîne une crise politique.

## Mardi9 juillet 2002
- En France dans l'affaire Papon, le Tribunal administratif de Paris condamne l'État français à verser un euro symbolique de dommages-intérêts, à la Fédération nationale des déportés et internés résistants et patriotes (FNDIRP), pour sa responsabilité dans les faits reprochés à Maurice Papon.
- Adoption par la Commission européenne du projet de réforme de la Politique agricole commune (PAC), contesté par la France et présenté par le commissaire européen, l'allemand Franz Fischler, dans la perspective de l'élargissement de l'Union européenne.
- Sommet de l'Organisation de l'unité africaine (OUA) à Durban en Afrique du Sud. L'OUA est rebaptisée Union africaine et refuse de reconnaître le nouveau président malgache Marc Ravalomanana.
- En Iran, l'ayatollah Jalaluddin Taheri, un des plus hauts personnages du clergé iranien, chargé de la mosquée d'Ispahan, deuxième ville du pays, a violemment critiqué les dirigeants religieux et a démissionné de ses fonctions. Le 12, le président George W. Bush appelle à plus de « liberté et de tolérance ».

## Mercredi10 juillet 2002
- La chambre sociale de la Cour de cassation effectue un revirement de jurisprudence concernant les clauses de non-concurrences car jugé trop déséquilibré en défaveur du salarié. De fait, elle conditionne désormais cette clause à une contrepartie non dérisoire, sans quoi la clause est réputée nulle.

## jeudi11 juillet 2002
- Des militaires marocains débarquent sur l'îlot espagnol inhabité de Persil et hissent le drapeau du royaume chérifien, alors que le pays fête le mariage du roi  Mohammed VI.
  - Le 17, des unités militaires du Tercio reprennent possession de l'îlot sans tirer un coup de feu.
  - Le 22, un compromis est signé à Rabat au Maroc.

## Vendredi12 juillet 2002
- Les ministres de l'intérieur Nicolas Sarkozy et David Blunkett annoncent la fermeture définitive du centre de Sangatte dans le Pas-de-Calais, d'ici la fin du premier trimestre 2003.
- L'artiste canarienne, membre de Las Sinsombrero, Josefina de la Torre, décède.

## Dimanche14 juillet 2002
- En France, peu avant le défilé du 14 juillet, un jeune homme mêlé dans la foule, Maxime Brunerie, proche du mouvement nationaliste Unité radicale et ancien candidat sur la liste MNR à Paris, tire un coup de feu en direction du président Jacques Chirac, à l'aide d'une carabine .22 Long Rifle, cependant il est rapidement maîtrisé par des spectateurs du défilé avant d'être arrêté par les forces de sécurité.

## Lundi15 juillet 2002
- Au Pakistan, condamnation à mort de Cheikh Omar pour le meurtre du journaliste américain Daniel Pearl en janvier dernier.

## Mardi16 juillet 2002
- En Turquie, défection de 57 membres, dont 7 ministres, du parti gouvernemental de la gauche démocratique.

## Mercredi17 juillet 2002
- Attentat-suicide contre un autocar en Israël : 8 morts.

## jeudi18 juillet 2002
- En France, l'Assemblée nationale vote le projet de loi d'orientation et de programmation sur la sécurité intérieure. Le 31, le sénat vote de même le projet de loi.
- L'Assemblée nationale vote le collectif budgétaire pour 2002 qui prévoit, notamment, une baisse de 5 % de l'impôt sur le revenu.

## Dimanche21 juillet 2002
- Du 21 juillet au 18 août se tient la première édition de Paris Plages qui transforme les voies sur berges en plage avec 1 000 tonnes de sable fin et palmiers. Très grand succès d’image pour la capitale doublé d’un solide succès populaire avec plus de 2,5 millions de visiteurs. L’idée est reprise à l’étranger.
- La société de téléphonie américaine WorldCom est déclarée en faillite, présentant le dépôt de bilan avant faillite le plus important de l'histoire économique américaine. Les répercussions politiques devraient être très importantes autour d'une redéfinition de la gouvernance d'entreprise.
- Formule 1 : Michael Schumacher remporte son 5e titre mondial dès le Grand Prix de France, et devient donc le second pilote à atteindre ce nombre avec Juan Manuel Fangio.

## Lundi22 juillet 2002
- Du 22 au 28 juillet, à Toronto au canada, immense rassemblement des Journées mondiales de la Jeunesse. Le 23, arrivée du pape Jean-Paul II et le 28, grande messe de clôture à laquelle assistent quelque huit cent mille jeunes de tous les pays du monde.
- Dans la bande de Gaza, la maison du chef local du Hamas à Gaza, Saleh Chehadeh, est bombardée par un avion de combat F-16 israélien : 14 morts dont 9 enfants.
- Fin des accords de la Communauté européenne du charbon et de l'acier (CECA).
- Le nouveau Premier ministre des Pays-Bas, Jan Peter Balkenende, entre officiellement en fonction.

## Mercredi24 juillet 2002
- En France, l'Assemblée nationale vote le projet de loi autorisant la ratification de la convention des Nations unies contre la criminalité transnationale organisée.

## jeudi25 juillet 2002
- La Cour européenne des droits de l'homme condamne à l'unanimité la France pour procès inéquitable dans l'Affaire Papon. Les avocats de Maurice Papon demandent à nouveau sa remise en liberté, faisant valoir son âge (91 ans) et son état de santé.

## Vendredi26 juillet 2002
- En France, le Sénat vote le projet de loi d'orientation et de programmation sur la Justice, qui institue la juridiction de proximité et durcit le droit pénal des mineurs.
- Du 26 au 27 juillet, visite en Corse du ministre de l'intérieur Nicolas Sarkozy, rejoint le 27, par le premier ministre Jean-Pierre Raffarin. Leur message : refus de la violence et priorité au développement économique, en confirmant le Plan exceptionnel d'investissement de 1,98 milliard d'euros sur quinze ans prévu par le loi du 22 janvier 2002. D'autre part la notion d'« exception Corse » du gouvernement Jospin sera remplacée par la « spécificité Corse » dans le cadre de la nouvelle loi de décentralisation.
- 26 juillet : Maximiliano Kosteki, peintre argentin (° 3 juillet 1979).

## Dimanche28 juillet 2002
- Formule 1 : Grand Prix automobile d'Allemagne.

## Lundi29 juillet 2002
- En France, le Conseil d'État annule l'élection, en mars 2001, de Catherine Megret du MNR à la mairie de Vitrolles dans les Bouches-du-Rhône, et celle de Patrick Balkany « divers-droite » à la mairie de Levallois-Perret dans les Hauts-de-Seine.
- Le député-maire UDF d'Annecy Bernard Bosson, entreprend une opération de pression politique afin d'empêcher la tenue de l'université d'été du Front national prévue du 28 au 31 août à l'Impérial Palace. Le FN engage une procédure en référé contre la mairie d'Annecy.
- Après la Journée mondiale de la Jeunesse à Toronto, du 29 au 30 juillet, le pape Jean-Paul II se rend au Guatemala où l'accueillent un demi-million de fidèles.

## Mardi30 juillet 2002
- En France, l'Assemblée nationale vote le projet de loi créant les contrats-jeunes en remplacement du dispositif des emplois-jeunes. Ce dispositif est rétroactif au 1er juillet.

## Mercredi31 juillet 2002
- Attentat-suicide dans l'enceinte de l'université hébraïque de Jérusalem, revendiqué par le Hamas en première riposte au raid israélien du 22 juillet : 7 morts dont 4 Américains et 2 Français, et 70 blessés.
- Après Toronto et le Guatemala, le pape Jean-Paul II se rend au Mexique où il procède, le  1er août, en la basilique Notre-Dame-de-Guadalupe à Mexico, à la canonisation de Juan Diego Cuauhtlatoatzin (1474-1548), qui devient le premier saint Indien du calendrier chrétien. Il procède aussi à la béatification de deux Indiens de la région d'Oaxaca exécutés le 16 septembre 1700 : Juan Bautista et  Jacinto de Los Angeles.
- En Turquie, l'Assemblée nationale turque s'autodissout et des élections législatives anticipées sont fixées au 3 novembre.

## Décès
- 2 juillet :
  - Ray Brown, contrebassiste de jazz américain (° 13 octobre 1926).
  - Daniel-Lesur, compositeur et organiste français (° 19 novembre 1908).
- 4 juillet : Laurent Schwartz, mathématicien français (° 5 mars 1915).
- 5 juillet : Antonio Domenicali, coureur cycliste italien (° 17 février 1936).
- 6 juillet : John Frankenheimer, cinéaste américain (° 19 février 1930).
- 9 juillet :
  - Rod Steiger, acteur américain (° 14 avril 1925).
  - Vladimir V. Vasyutin, cosmonaute ukrainien (° 8 mars 1952).
- 10 juillet : Albertin Dissaux, coureur cycliste belge (° 17 novembre 1914).
- 12 juillet : Guglielmo Pesenti, coureur cycliste italien (° 18 décembre 1933).
- 13 juillet : Mohamed EL-MALLAH, professeur docteur microbiologie egyptien (° 22 juillet 1940).
- 14 juillet : Joaquin Balaguer Ricardo, président de la République dominicaine (° 1er septembre 1906).
- 15 juillet : Ke Pauk, ancien chef militaire khmer rouge (° 1934).
- 19 juillet : 
  - Alexandre Ginzbourg, dissident et journaliste russe (° 21 novembre 1936).
  - Raymond de Geouffre de la Pradelle, avocat français (° 22 novembre 1910).
- 25 juillet : Johannes Joachim Degenhardt, cardinal allemand, archevêque de Paderborn (° 31 janvier 1926).

## Naissances
- 3 juillet : Matti Peltola, footballeur finlandais
- 8 juillet : Olga Badelka, échecs biélorusse
- 11 juillet : 
  - Oliver Dovin, footballeur suédois
  - Andréas Hountondji, footballeur français
  - Pedrinho, footballeur brésilien
  - Vicente Poggi, footballeur uruguayen
- 13 juillet : Sebastian Tounekti, footballeur tunisien
- 14 juillet : Juan Ignacio Nardoni, footballeur argentin
- 15 juillet : Adil Aouchiche, footballeur français
- 17 juillet : Enzo Millot, footballeur français
- 21 juillet : Rika Kihira, patineuse artistique japonaise
- 22 juillet : Yoann Cathline, footballeur français
- 23 juillet : Dawid Kocyła, footballeur polonais
- 26 juillet : 
  - Daan Huisman, footballeur néerlandais
  - Maisie Summers-Newton, nageuse handisport britannique
- 27 juillet :
  - Heather Arneton, athlète française
  - Alan Velasco, footballeur argentin
- 28 juillet : 
  - Facundo Kruspzky, footballeur argentin
  - Lee Tae-seok, footballeur sud-coréen
- 31 juillet : Tommaso Milanese, footballeur italien